# ماريون دونوفان
ماريون دونوفان (بالإنجليزية: Marion Donovan)‏ هي رائدة أعمال ومخترِعة أمريكية، ولدت في 15 أكتوبر 1917 في فورت واين في الولايات المتحدة، وتوفيت في 4 نوفمبر 1998 في نيويورك في الولايات المتحدة.